# Чаджавица
Чаджавица (хорв. Čađavica) — община с центром в одноимённом посёлке на северо-востоке Хорватии, в Вировитицко-Подравской жупании. Население 681 человек в самом посёлке и 1997 человек во всей общине (2011). Большинство населения — хорваты (89 %), сербы — 8,5 %. В состав общины кроме самой Чаджавицы входят ещё 9 деревень. Большинство населения занято в сельском хозяйстве.
Посёлок расположен на Подравинской низменности в восточной части жупании близ границы с Осиецко-Бараньской жупанией. В двух километрах к северу от посёлка протекает Драва, по которой здесь проходит граница с Венгрией. В 10 километрах к юго-западу находится город Слатина.
Через Чаджавицу проходит автодорога D34 (Слатина — Доньи-Михольяц).